# Контестатор
Контестатор се нарича духовно лице от католическата църква или вярващ католик, който критикува дейността на римския папа, църковното ръководство и различни висши духовници от католическия свят. Терминът контестатор е приет от критикуваните на един от Ватиканските събори (виж „Втори Ватикански събор“).